# Tyler Hamilton

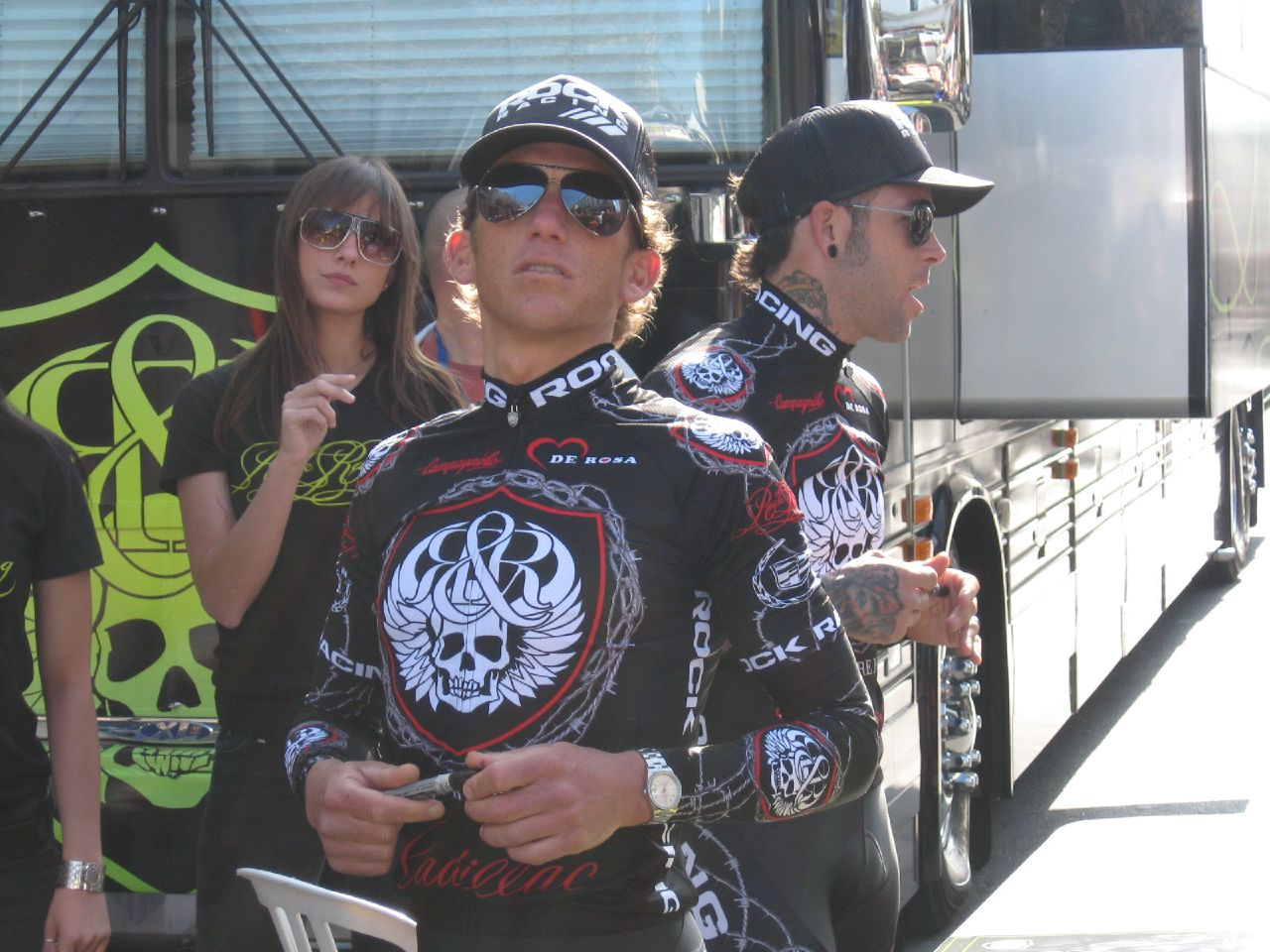
Tyler Hamilton el 2008

Tyler Hamilton (Marblehead, Massachusetts, 1 de març de 1971) és un ciclista estatunidenc que fou professional entre 1995 i 2009. La seva carrera esportiva es veié marcada per nombrosos escàndols de dopatge que acabarien forçant-lo a retirar-se.
Els seus inicis com a ciclista professional foren com a gregari de Lance Armstrong, al qual ajudà a guanyar els Tours de 1999, 2000 i 2001. En aquests primers anys ja va destacar en curses d'una setmana, adjudicant-se el Critèrium del Dauphiné Libéré del 2000.
El 2002 va fitxar com a cap de files del Team CSC. D'aquesta primera temporada destaca una segona posició final al Giro d'Itàlia i una victòria d'etapa, tot i disputar la major part de la cursa amb una clavícula fracturada. El 2003 acabà quart al Tour de França, malgrat tornar a córrer la cursa amb la clavícula fracturada.
El 2004 el Phonak el fitxa per guanyar el Tour, però Hamilton haurà d'abandonar la prova. Un parell de mesos més tard guanyarà la medalla d'or en la contrarellotge individual dels Jocs Olímpics d'Atenes. Les sospistes de dopatge seran presents en aquesta victòria, ja que un primer moment donà positiu, però en estar mal emmagatzemades les mostres per la contraanàlisi, aquest no es pogué fer i conservà la medalla. Poc després tornà a donar positiu per transfusió sanguínia, aquest cop després de la victòria en una contrarellotge de la Volta a Espanya, per la qual cosa fou apartat de l'equip i sancionat per dos anys.
El juliol de 2006 fou implicat a l'Operació Port de dopatge esportiu.
Una vegada complerta la sanció, el 2007 torna a competir amb el Tinkoff Credit Systems. El 2008 ho farà a l'equip Rock Racing, on coincidí amb altres ciclistes implicats en l'Operació Port.
El 17 d'abril de 2009 es va saber que havia tornat a donar positiu, aquesta vegada per DHEA (un precursor de la testosterona). Aquesta vegada el ciclista va reconèixer haver-se dopat i anuncià la seva retirada del ciclisme. El 17 de juny l'Agència Antidopat dels Estats Units el va sancionar per vuit anys en ser reincident.
L'any 2012, el COI li va treure la medalla d'or aconseguida el 2004 per la confirmació del dopatge

## Palmarès
- 1996
  - 1r a Teleflex Tour i vencedor d'una etapa
  - Vencedor de 2 etapes a la Rutes d'Amèrica
- 1999
  - 1r a la Volta a Dinamarca i vencedor d'una etapa
- 2000
  - 1r al Dauphiné Libéré i vencedor de 2 etapes
  - Vencedor d'una etapa de la Volta als Països Baixos
- 2002
  - Vencedor d'una etapa al Giro d'Itàlia
- 2003
  - 1r a la Lieja-Bastogne-Lieja
  - 1r al Tour de Romandia i vencedor d'una etapa
  - Vencedor d'una etapa del Tour de França
- 2004
  -  Medalla d'or als Jocs Olímpics d'Atenes en contrarellotge individual[7]
  - 1r al Tour de Romandia i vencedor d'una etapa
  - Vencedor d'una etapa a la Volta a Espanya
- 2008
  -  Campió dels Estats Units en ruta
  - 1r a la Volta al llac Qinghai i vencedor d'una etapa

### Resultats al Tour de França
- 1997. 69è de la classificació general
- 1998. 51è de la classificació general
- 1999. 13è de la classificació general
- 2000. 25è de la classificació general
- 2001. 94è de la classificació general
- 2002. 15è de la classificació general
- 2003. 4t de la classificació general. Vencedor d'una etapa
- 2004. Abandona (13a etapa)

### Resultats al Giro d'Itàlia
- 2002. 2n de la classificació general. Vencedor d'una etapa

### Resultats a la Volta a Espanya
- 2004. Abandona. Vencedor d'una etapa